# هسیگهایم
هسیگهایم (به آلمانی: Hessigheim) یک شهر در آلمان است که در لودویگزوبورگ واقع شده‌است.

## خصوصیات
هسیگهایم ۲٬۲۰۸ نفر جمعیت دارد.